# Mark Russinovich
Mark Russinovich est un informaticien et un écrivain. Il est considéré comme un expert du système d'exploitation Windows.
Il contribue régulièrement au magazine Windows IT Pro (qui se nommait auparavant Windows NT Magazine) à propos de l'architecture logicielle de Windows 2000. Il est aussi l'un des auteurs de Inside Windows 2000 (4e édition). 
Il est l'auteur de plusieurs logiciels que les informaticiens utilisent régulièrement sous Microsoft Windows NT, 2000 et XP pour observer et comprendre le comportement du système d'exploitation.
Les outils les plus utilisés sont  : 
- Regmon : utilitaire qui permet de visualiser toute l'activité de la base de registre et de consigner ces traces dans un fichier.
- Filemon : utilitaire qui permet de visualiser toute l'activité du système de fichier et de consigner ces traces dans un fichier.
- Processxp : cet utilitaire permet de voir l'ensemble des processus de la machine ainsi que ses thread et DLL associées a un processus.
- RootkitRevealer.

En 1996, il a découvert que la différence entre une version workstation et serveur de Windows NT tenait seulement à deux valeurs du registre Windows.
Le 31 octobre 2005, Russinovich a publié ses découvertes à propos du rootkit de Sony. Ce rootkit implante l'Extended Copy Protection, une variation du DRM. Copié sur plusieurs CD de musique de Sony BMG, il s'installe silencieusement et sans avertissement sur l'ordinateur d'une personne qui écoute l'un de ces CD. Cette installation est le point de départ d'une controverse qui secoue les États-Unis : la controverse du système de protection de la copie Sony, laquelle a mené à plusieurs poursuites judiciaires importantes pour violation de la vie privée.
Le 19 juillet 2006, l'entreprise Microsoft achète pour un montant non communiqué, la firme de Russinovich, Winternals Software (en), qui faisait travailler plus de 80 employés sur des logiciels, dont ceux cités plus haut. Certains logiciels gratuits sont très appréciés des professionnels pour leur grande efficacité. Le travail réalisé et cette nouvelle collaboration a permis d'améliorer la sécurité des produits Microsoft, et notamment les systèmes d'exploitation.
Dans les années qui suivent, avec l'arrivée du Cloud, Mark Russinovitch prend du grade chez Microsoft, et se trouve nommé CTO de Microsoft Azure. Il définit la stratégie technologique du Cloud Microsoft.

## Sources
1. ↑  (en) Les différences entre NT Server et Workstation sont minimes